# Hernán Gallardo
Emiliano Hernán Gallardo Pavéz (Coquimbo, 15 de mayo de 1928-Coquimbo, 7 de julio de 2013) fue un cantante y compositor musical chileno. Su repertorio abarca entre balada, bolero y cumbia chilena. Era popularmente conocido por ser el compositor de la canción Un año más.

## Biografía
Se inició como cantante a los 12 años en la radio Riquelme, en su natal Coquimbo. Posteriormente, inició varias orquestas para las cuales componía temas, como por ejemplo Los Cumaná. En 1977, compuso Un año más, primero como balada, y luego en ritmo tropical, la cual fue interpretada inicialmente por el grupo Macalunga, y luego por Los Vikings 5. La canción se hizo popular en forma definitiva en 1979 con la Sonora Palacios.
En vida, Gallardo fue declarado como parte del «patrimonio inmaterial» de la región de Coquimbo por el Consejo Nacional de la Cultura y las Artes.